# Chemin de fer de Clermont-Ferrand au sommet du Puy-de-Dôme
Le chemin de fer de Clermont-Ferrand au sommet du Puy-de-Dôme est un ancien chemin de fer à voie métrique entre Clermont-Ferrand au sommet du Puy de Dôme.

## Histoire

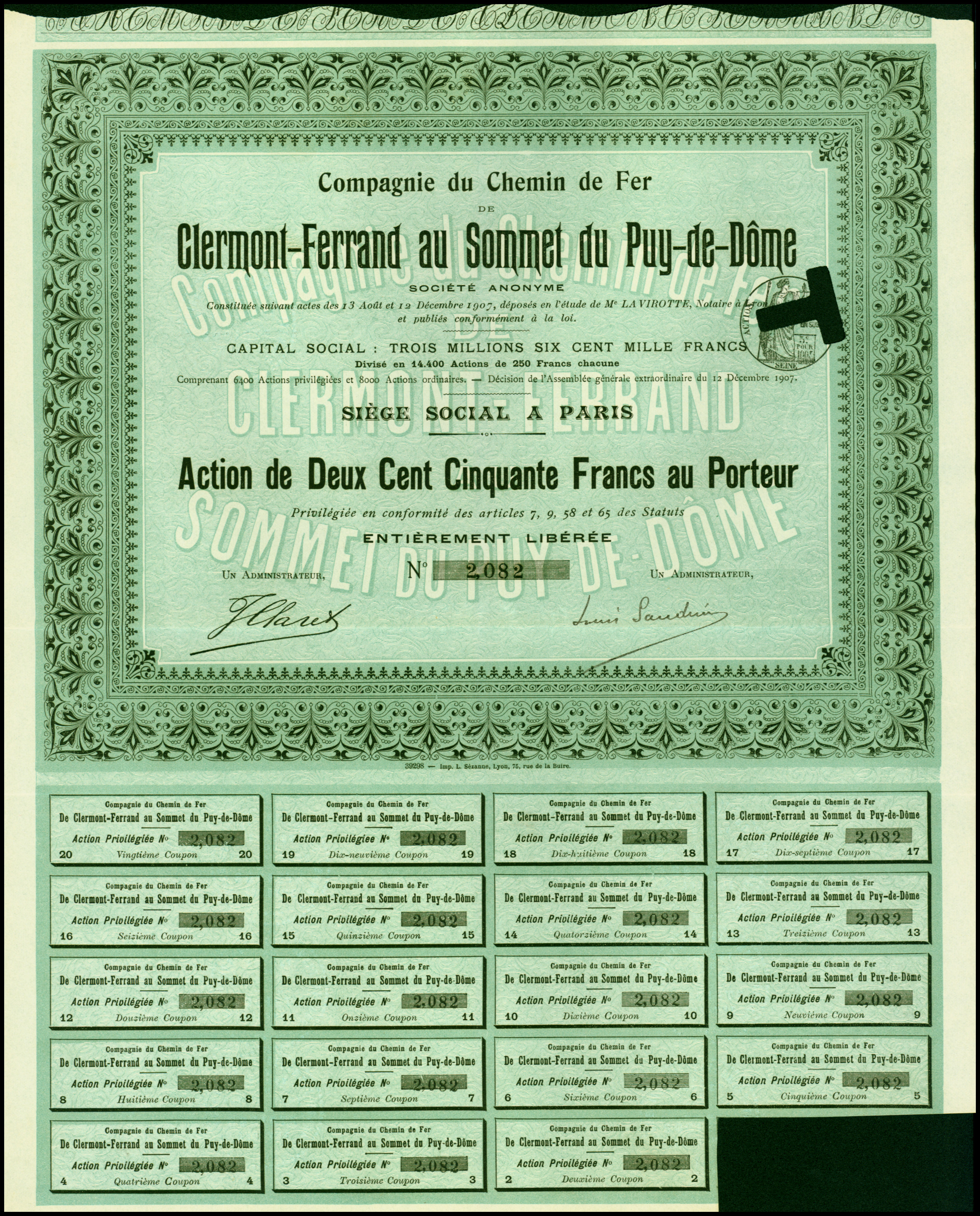
Action de la Compagnie du CdF de Clermont-Ferrand au Sommet du Puy-de-Dôme en date du 12. Decembre 1907

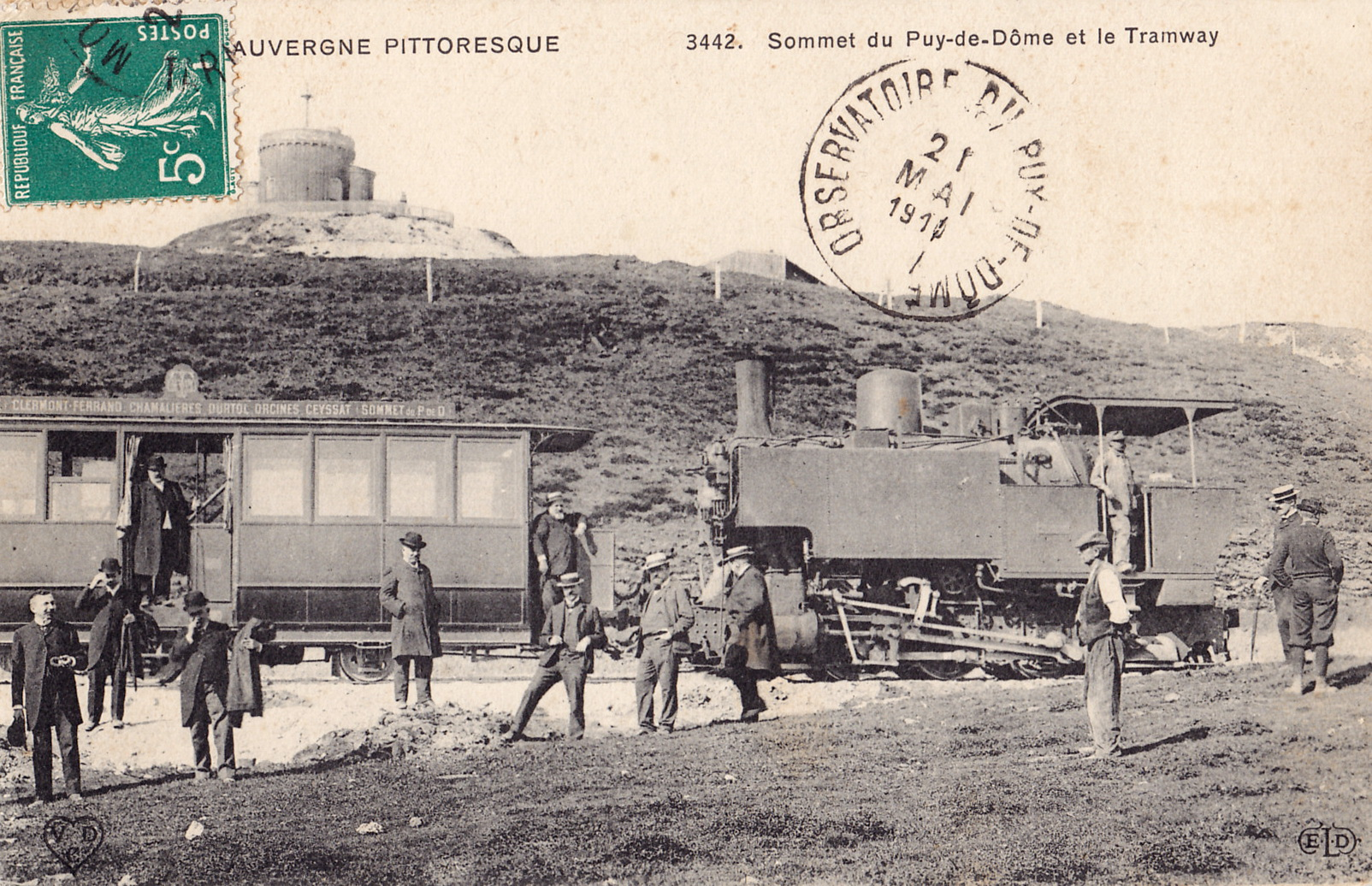
Un train au sommet du Puy-de-Dome

La Compagnie du chemin de fer de Clermont-Ferrand au sommet du Puy-de-Dôme est créée le 13 aout 1907 chez Maitre Lavirotte notaire à Lyon par monsieur Jean Claret .
Elle construit un chemin de fer à voie métrique entre la place Lamartine à Clermont-Ferrand et le sommet du Puy-de-Dôme. Elle utilise le système de chemin de fer à rail central de Jules Hanscotte constitué d'un mécanisme d'adhérence supplémentaire. Ce système est alors utilisé sur le tramway de La Bourboule.
Monsieur Jean Claret est le fondateur des l'ancien tramway de Clermont-Ferrand.
Le 23 décembre 1911, la Compagnie du chemin de fer de Clermont-Ferrand au sommet du Puy-de-Dôme fusionne avec la Compagnie des tramways électriques de Clermont -Ferrand pour former la Compagnie des tramways électriques de Clermont-Ferrand et du chemin de fer du Puy-de-Dôme.
En octobre 1912, la section entre la Place Lamartine et Les Quatre Routes (2,5 km) est électrifiée et intégrée au réseau urbain de tramways.
À l'automne 1925, l'exploitation du chemin de fer est suspendue, une route à péage le remplaçant.

## La ligne
- Clermont-Ferrand (place Lamartine)- Les Quatre routes - La Baraque - Sommet du Puy-de-Dôme (14,9 km)
  - Clermont-Ferrand (place Lamartine)-  La Baraque:  ouverture le 1er mai 1907;
  - La Baraque - Sommet du Puy-de-Dôme:  ouverture le 25 juillet 1907;

| uexKBHFa |

| uexBHF |

| uexBHF |

| uexBHF |

| LSTRq | uxmKRZu | LSTRq |

| uexBHF |

| uexBHF |

| uexBHF |

| uexKBHFe |

| uexKBHFa |

| uexBHF |

| uexBHF |

| uexBHF |

| LSTRq | uxmKRZu | LSTRq |

| uexBHF |

| uexBHF |

| uexBHF |

| uexKBHFe |